# Perranuthnoe
Perranuthnoe – wieś w Anglii, w Kornwalii. Leży 7 km na wschód od miasta Penzance i 405 km na zachód od Londynu.